# Endasys serratus
Endasys serratus är en stekelart som beskrevs av Luhman 1990. Endasys serratus ingår i släktet Endasys och familjen brokparasitsteklar. Inga underarter finns listade i Catalogue of Life.